# Something Just like This
«Something Just like This» —en español: «Justo algo como esto»— es una canción del dúo norteamericano de música electrónica The Chainsmokers y la banda británica de rock alternativo Coldplay. Fue lanzada como el segundo sencillo del álbum debut de The Chainsmokers Memories...Do Not Open el 22 de febrero de 2017 y el primer sencillo del EP Kaleidoscope de Coldplay en su versión Tokyo Remix el 23 de junio de 2017.

## Contexto
En septiembre de 2016, The Chainsmokers publica un par de videos en donde se aprecia a Chris Martin grabando voces para una futura canción. El 22 de febrero de 2017, se publicó en Spotify un banner en donde se podía dar clic para escuchar la canción. La canción fue usada durante Miss USA 2017.

## Composición
La canción está compuesta en escala de Si menor a un tiempo de 103 BPM.

## Video musical
Un lyric video fue publicado el 22 de febrero de 2017 en la cuenta de YouTube de The Chainsmokers. Ha recibido más de 2020 millones de vistas, siendo dirigido por James Zwadlo. Un segundo video musical fue lanzado para el Tokyo Remix el 23 de junio de 2017.

## Lista de canciones
| Descarga digital |                            |          |  |
| N.º              | Título                     | Duración |  |
| 1.               | «Something Just Like This» | 4:07     |  |

| Descarga digital – Remix Pack EP |                                                                |          |  |
| N.º                              | Título                                                         | Duración |  |
| 1.                               | «Something Just Like This» (Alesso Remix)                      | 4:12     |  |
| 2.                               | «Something Just Like This» (R3hab Remix)                       | 2:42     |  |
| 3.                               | «Something Just Like This» (Dimitri Vegas & Like Mike Remix)   | 3:50     |  |
| 4.                               | «Something Just Like This» (Don Diablo Remix)                  | 3:50     |  |
| 5.                               | «Something Just Like This» (Jai Wolf Remix)                    | 2:56     |  |
| 6.                               | «Something Just Like This» (ARMNHMR Remix)                     | 3:44     |  |
| 7.                               | «Something Just Like This» (Jaxx & Vega x SaberZ Festival Mix) | 4:53     |  |

| Descarga digital – Tokyo Remix |                                          |          |  |
| N.º                            | Título                                   | Duración |  |
| 1.                             | «Something Just Like This» (Tokyo Remix) | 4:32     |  |

## Créditos y personal
The Chainsmokers
- Drew Taggart – Teclados
- Alex Pall – Teclados

Coldplay
- Guy Berryman – Bajo
- Jonny Buckland – Guitarra
- Will Champion – Batería, Coros, Programación
- Chris Martin – Voz, Piano

## Certificaciones
| País   | Organismo certificador | Certificación | Ventas certificadas | Ref.   |
| ------ | ---------------------- | ------------- | ------------------- | ------ |
| México | AMPROFON               | Diamante      | 300 000             | [ 12 ] |